# Kutlovo (Stanovo)
Pour les articles homonymes, voir Kutlovo.
Kutlovo (en serbe cyrillique : Кутлово) est un village de Serbie situé dans la municipalité de Stanovo (Kragujevac), district de Šumadija. Au recensement de 2011, il comptait 234 habitants.

## Démographie
| 1948 | 1953 | 1961 | 1971 | 1981 | 1991 | 2002 | 2011 |
| ---- | ---- | ---- | ---- | ---- | ---- | ---- | ---- |
| 478  | 391  | 358  | 283  | 270  | 224  | 236  | 234  |

|  |